# Nun danket alle Gott, BWV 192
Nun danket alle Gott (BWV 192) ist eine Choralkantate von Johann Sebastian Bach. Er komponierte sie wohl 1730 in Leipzig für einen unbekannten Anlass. Die Originalpartitur und Tenorstimme sind verschollen; das Werk wurde aber von Bernhard Todt um den Tenor ergänzt. Mit drei Sätzen gehört die Kantate zu den kürzesten Kantaten Bachs; die groß angelegten Sätze führen jedoch zu einer Länge, die ausgleichend wirkt.

## Geschichte
Der Anlass der Kantate ist unbekannt; sie kann aufgrund der Konstellation der Schreiber der Einzelstimmen aber in zeitlichen Zusammenhang mit der Kantate 51 (Jauchzet Gott in allen Landen) gebracht werden. Diese entstand im September 1730.

## Besetzung und Aufbau
Als Choralkantate vertonen die drei Sätze der Kantate die drei Strophen des Kirchenliedes Nun danket alle Gott.
Zwei große Choralchorsätze – einer zum Eingang, der andere zum Schluss – umrahmen ein Solistenduett zwischen Sopran und Bass. Instrumentiert ist das Werk neben den üblichen Streichern und Basso continuo mit je zwei Oboen und Flöten. Von diesen schweigt jeweils eine im zweiten Satz.
1. Coro: Nun danket alle Gott
2. Aria (Duetto) (Sopran, Bass): Der ewig reiche Gott
3. Chor: Lob, Ehr und Preis sei Gott

## Musik
Im ersten Satz, der im Dreivierteltakt steht, liegt die Choralmelodie im Sopran. Ein doppelter Kontrapunkt eröffnet Bach viele Möglichkeiten der Variation. Der Chor, der die einzelnen Choralverse nach und nach zu Gehör bringt, die von Orchesterritornellen umrahmt sind, beginnt den Stollenteil inklusive Sopran in freier Manier zu vertonen, bevor die Choralmelodie vom Sopran in langen Noten vorgetragen wird. Nach dem letzten Vers folgt ein viertaktiger Schlusspunkt (Nun danket alle Gott, nun danket alle Gott) im Stile eines Amens.
Der zweite Satz im Zweivierteltakt wirkt tänzerisch. Er moduliert über den Stollenteilen von D nach A, um im Abgesang von A nach D zurückzukehren. Die beiden Solisten werden ebenfalls von Ritornellen des Orchesters unterbrochen.
Auch der dritte Satz ist tanzartig; es handelt sich um eine Gigue. Die Choralmelodie liegt wie in Strophe 1 im Sopran und wird ebenso in langen Noten vorgetragen. Der Zwölf-Achtel-Takt ist in Dreierfiguren unterteilt, in denen Orchester und Unterchor freipolyphon begleiten. Die Choralzeilen sind von Orchesterritornellen umrahmt.

## Einspielungen
- J.S. Bach: Kantaten BWV 172, BWV 192 Hermann Achenbach, Tübinger Kantatenchor, Süddeutsches Jugendsinfonieorchester, Herrad Wehrung. Da Camera, 1966
- Die Bach-Kantate Vol. 12. Helmuth Rilling, Frankfurter Kantorei, Bach-Collegium Stuttgart, Helen Donath, Niklaus Tüller. Hänssler, 1974.
- u. a.